# 보츠와나 의회당
보츠와나 의회당(Botswana Congress Party, BCP)은 남아프리카 보츠와나의 사회민주주의 정당이다. 1998년 보츠와나 국민전선(BNF)에서 분리되어 창당되었다.

## 역사
보츠와나 의회당은 현직 국회의원 11명으로 구성되었고 즉시 의회의 공식 야당이 되었다. 마이클 딩가케 대표는 1999년 총선에 앞서 의회가 해산될 때까지 야당 대표를 지냈다. 1999년 총선에서 11.9%의 득표율을 기록하였지만, 40석 중 단 1석만 차지하는 데 그쳤다.
의회당은 2004년 10월 30일 총선거에서 유권자의 16.6%를 득표하여 57석 중 1석을 차지하였다.
2009년 의회당은 보츠와나 동맹운동(BAM) 과 협정을 맺고 2009년 선거에 출마하였으나, 보츠와나 국민전선과의 동맹 협상에는 실패하였다.